# Рашид бін Саїд Аль Мактум
Шейх Рашид бін Саїд Аль Мактум (араб. ٱلـشَّـيْـخ رَاشِـد بِـن سَـعِـيْـد آل مَـكْـتُـوْم, трансліт. Ash-Shaykh Rāshid bin Sa`īd Āl Maktūm; 11 червня 1912 – 7 жовтня 1990) — віце-президент і другий прем'єр-міністр Об'єднаних Арабських Еміратів і правитель Дубая. Правив Дубаєм 32 роки з 1958 року до своєї смерті в 1990 році.

## Розвиток Дубая
Шейх Рашид відповідав за перетворення Дубая з невеликого скупчення поселень поблизу Дубай-Крік у сучасне портове місто та комерційний центр.

Цитата, яку зазвичай приписують шейху Рашиду, відображала його занепокоєння тим, що дубайська нафта, яка була відкрита в 1966 році і яку почали видобувати в 1969 році, закінчиться протягом кількох поколінь.
«Мій дідусь їздив на верблюді, мій батько їздив на верблюді, я їжджу на Мерседесі, мій син їздить на Ленд Ровері, його син буде їздити на Ленд Ровері, а його син буде їздити на верблюді»
Тому він працював над розвитком економіки Дубая, щоб він міг вижити після припинення видобутку нафти, і був рушійною силою низки великих інфраструктурних проєктів для просування Дубая як регіонального центру торгівлі, таких як:
1. Порт Рашид (відкритий у 1972 році)
2. Тунель Аль-Шіндага (відкритий у 1975 році)
3. Порт Джабаль-Алі (відкритий у 1979 році)
4. Дубайський всесвітній торговий центр (побудований у 1978 році)
5. Друге велике днопоглиблення та розширення Дубайської затоки (початок 1970-х років)[8]
6. Дубайські сухі доки (відкриті в 1983 році)

## Відносини з іншими еміратами
У 1946 році між Дубаєм і Абу-Дабі виникла збройна прикордонна суперечка, і коли шейх Рашид став правити Дубаєм, між двома еміратами все ще існував стан протистояння. Воцаріння шейха Рашида не сприяло поліпшенню ситуації через делікатні сімейні відносини. Правлячий емір Абу-Дабі Шахбут був двоюрідним братом єдиної дружини шейха Рашида Латіфи. Їхні батьки були братами. Однак батько Шахбута вбив батька Латіфи та захопив трон Абу-Дабі в 1922 році, змусивши сім’ю Латіфи втекти до Дубая, де через багато років обидві сім’ї домовилися, щоб шейх Рашид одружився з принцесою-біженкою. Враховуючи цю історію, між двоюрідними братами було мало любові, і відносини між двома еміратами покращилися лише набагато пізніше.
Натомість шейх Рашид встановив тісні стосунки з Катаром, який був суперником Абу-Дабі на іншому (західному) кордоні. Дочка шейха Рашида стала дружиною нового еміра Катару в 1961 році, і між ними зав'язалися теплі стосунки. Таким чином, коли Індія девальвувала рупію Перської затоки в 1966 році, і Катар, і Дубай прийняли катарсько-дубайський ріал як спільну валюту, тоді як Абу-Дабі прийняв бахрейнський динар.

## Сім'я
Батьком шейха Рашида був шейх Саїд бін Мактум Аль Мактум, а його матір’ю була шейха Хесса бін Аль Мур бін Хурейз Аль Фаласі.

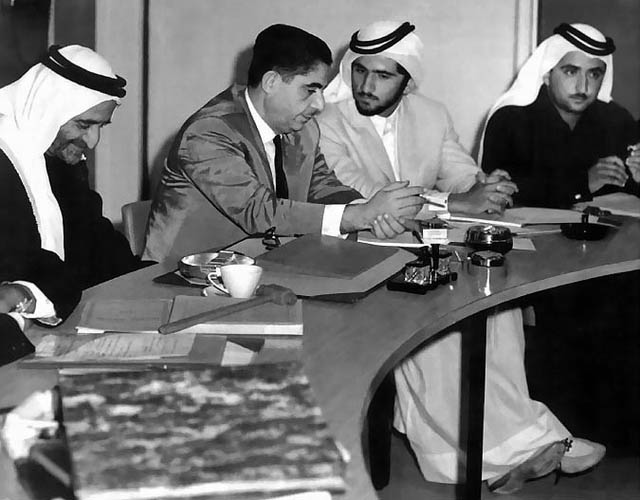
Зліва направо: шейх Рашид, Аді Бітар і сини шейха Рашида Мохаммед і Мактум, майбутні правителі Дубая, у 1968 році

Шейх Рашид Аль-Мактум був одружений лише раз. Його дружина, шейха Латіфа бін Хамдан Аль Нахайян, є дочкою шейха Хамдана бін Заїда Аль Нахайяна, який правив Абу-Дабі протягом 10 років (1912-22). Після того, як члени сім’ї вбили її батька, Шейха Латіфа (разом з іншими членами сім’ї) втекла з Абу-Дабі та знайшла притулок у Дубаї. Через багато років безгрошова біженка стала його дружиною під час шлюбу, організованого їхніми родинами. У шлюбі Латіфа народила дев'ять дітей:
1. Мактум бін Рашид Аль Мактум (1943–2006), який змінив свого батька на посаді правителя Дубая (правив у 1990–2006)
2. Хамдан бін Рашид Аль Мактум (1945–2021)
3. Мохаммед ібн Рашид Аль Мактум (народився в 1949 році), який змінив свого старшого брата на посаді правителя Дубая (правив у 2006-му)
4. Ахмед бін Рашид Аль Мактум (нар. 1956)
5. Мар'ям бін Рашид Аль Мактум, дружина еміра Катару Ахмада бін Алі Аль Тані, якого у 1972 році скинув двоюрідний брат[11].
6. Фатіма бінт Рашид Аль Мактум.
7. Хасса бін Рашид Аль Мактум одружилася з Ахмадом бін Мактумом бін Джумою Аль Мактумом. Їхні діти — Латіфа бінт Ахмед Аль Мактум і Рашид.
8. Майта бінт Рашид Аль Мактум.
9. Шайха бінт Рашид Аль Мактум, дружина саудівського принца Абдулазіза бін Сауда бін Мохаммеда Аль Сауда, відомого як Аль Самер, дуже відомого поета. У них 3 сини: Рашид (1996 р.н.), Сауд і Мохаммед.

Його попередником і наступником на посаді прем'єр-міністра ОАЕ був його син, шейх Мактум бін Рашид Аль Мактум. Шейх Мактум бін Рашид був прем'єр-міністром Об'єднаних Арабських Еміратів з 1971 по 1979 рік і став правителем Дубая після смерті свого батька 7 жовтня 1990 року до його смерті 4 січня 2006 року. Після смерті Мактума у 2006 році інший із синів шейха Рашида, Мохаммед бін Рашид Аль Мактум, зайняв ці посади і є нинішнім віцепрезидентом і прем'єр-міністром ОАЕ та правителем Дубая.
Шейх Рашид був зведеним братом — на 46 років старшим — шейха Ахмеда бін Саїда Аль Мактума, який нині є головою авіакомпанії Emirates.